# Цяо Цзун
Ця́о Цзун (кит. трад. 譙縱, упр. 谯纵, пиньинь Qiáo Zòng, ? — 413) — основатель и единственный правитель полунезависимого государства, называемого в исторических работах Западная Шу.

## Биография
Цяо Цзун был родом из округа Баси. Когда в 404 году полководец Хуань Сюань узурпировал власть в империи Цзинь, Цяо Цзун был офицером среднего уровня в войсках губернатора провинции Ичжоу (занимала территорию современных Сычуани и Чунцина) Мао Цюя, который приготовился воевать против Хуань Сюаня. Хуань Сюань был быстро свергнут генералом Лю Юем, вернувшим на престол императора Ань-ди, однако Хуань Чжэнь (племянник Хуань Сюаня) занял важный город Цзянлин и продолжил борьбу. Мао Цюй двинулся на восток, в наступление на Хуань Чжэня, разделив при этом свои войска на две группы: одной командовали его братья Мао Цзинь и Мао Юань, а другой — Цяо Цзун и Хоу Хуэй. Однако солдаты из провинции Ичжоу не желали уходить далеко из родных мест, и когда группировка Цяо и Хоу достигла Учэншуйкоу (на территории современного Дэяна), солдаты взбунтовались. Так как они ценили Цяо Цзуна, то провозгласили его своим лидером даже против его желания. Бунтовщики напали на вторую группу войск, и убили Мао Цюя и всех членов его клана. Цяо Цзун был провозглашён «Чэндуским князем» (成都王) — этот момент считают основанием государства Западная Шу.
В 406 году Лю Юй послал против Западного Шу войска под командованием Мао Сючжи (сын Мао Цзиня), Сыма Жунци, Вэнь Чумао и Ши Яньцзу, однако по пути Сыма Жунци был убит своим подчинённым Ян Чэнцзу, и цзиньским войскам пришлось отступить в Байдичэн. В 407 году Мао Сючжи разгромил и убил Яна, однако Лю Юй послал против Западного Шу другого генерала — Лю Цзинсюаня. Примерно в это время Цяо Цзун стал вассалом Яо Сина — императора государства Поздняя Цинь, однако продолжал поддерживать тайные сношения с губернатором провинции Гуанчжоу (территория современных провинции Гуандун и Гуанси-Чжуанского автономного района) Лу Сюнем, который формально подчинялся императорским властям, но фактически был независимым правителем на своей территории.
В конце 408 года Лю Цзинсюань достиг Хуанху (на территории современного Суйнина), и Цяо Цзун запросил помощи у Поздней Цинь. Яо Син отправил к нему армию, однако Цяо Даофу (двоюродный брат Цяо Цзуна) смог самостоятельно остановить продвижение Лю Цзинсюаня, и после двухмесячного топтания на месте армия Лю, у которой закончились припасы, была вынуждена отступить к своим базам снабжения.
В 409 году Яо Син даровал Цяо Цзуну титул «Шуского князя» (蜀王).
В 410 году, пока Лю Юй был занят уничтожением государства Южная Янь, Цяо Цзун решил воспользоваться возможностью и атаковать провинцию Цзинчжоу (находилась на землях современных провинций Хунань и Хубэй). Имперские войска отбили нападение, однако по пути Цяо Цзун смог захватить округ Бадун.
В 412 году Лю Юй отправил против Западной Шу армию под командованием Чжу Линши, которому он тайно приказал не следовать путём Лю Цзинсюаня через Хуанху, а обойти трудные места вдоль реки Минцзян и наступать прямо на Чэнду. Когда летом 413 года цзиньская армия достигла Байдичэна, Цяо Цзун, полагая, что та будет опять двигаться вдоль реки Фуцзян, разместил войска под командованием Цяо Даофу в Фучэне. Лишь когда цзиньская армия уже достигла Пинмо (на территории современного Лэшаня) шуские войска попытались её остановить, но были разгромлены, и Чжу Линши двигался на Чэнду не встречая особого сопротивления.
Узнав о приближении неприятеля, Цяо Цзун покинул Чэнду и бежал в лагерь Цяо Даофу. Там Цяо Даофу обвинил его в том, что он бросил столицу, и швырнул в него свой меч. Цяо Цзун бежал вновь, однако, придя к выводу о том, что бежать ему больше некуда, повесился. Цяо Даофу попытался продолжать сопротивление, однако его армия разбежалась, а сам он был схвачен и убит.